# Monumentul Holocaustului din Oradea
În vara anului 1941 Oficiul pentru controlul străinilor (KEOKH) din Ungaria (inclusiv teritoriile reocupate în urma Dictatului de la Viena) a dispus strângerea evreilor care avuseseră cetățenie străină (polonezi, austrieci, cehoslovacă,etc).

Evrei stabiliți de mulți ani în Oradea au fost strânși cu familiile lor. Foarte mulți au fost arestați și transportați în condiții inumane în Polonia, predați autorităților germane și exterminați la Kamianeț - Podilski. Bărbații între 18-45 ani au fost duși în detașamente de muncă. Odată cu ocuparea Ungariei de către armata germană, situația evreilor s-a înrăutățit. Au fost obligați să poarte steaua galbenă, averile lor au fost confiscate, și s-au înființat două ghetouri, de unde începând cu 25 mai 1944 au fost transportați în condiții inumane în lagărele de exterminare de la Auschwitz-Birkenau. La data eliberării orașului în Oradea mai erau doar 6500 de evrei, număr ce cuprinde și persoane din localitățile limitrofe orașului și pe cei 1000 de evrei refugiați din Bucovina. Acum comunitatea evreiască, care cu câteva decenii în urmă reprezenta aproape o treime din populația orașului, formând cea mai mare comunitate evrească din Transilvania, nu depășește 600 de suflete. În locul celor dispăruți a rămas doar un monument în marmură neagră, care a fost ridicat în apropierea sinagogii ortodoxe.